# Eddie Fisher

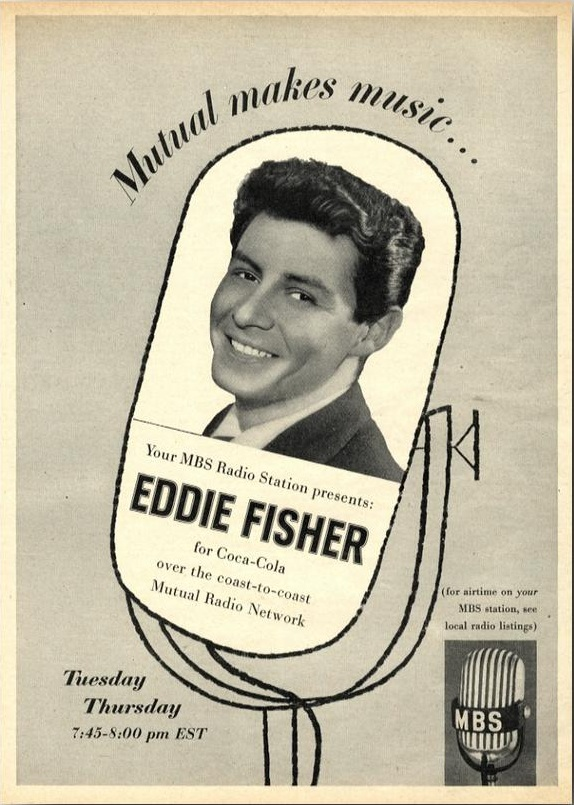

Eddie Fisher (Philadelphia, 1928. augusztus 10. – Berkeley, 2010. szeptember 22.) amerikai énekes, színész.
Eddie Fisher az 1950-es évek egyik legnépszerűbb előadója volt, több millió lemezt adott el, és saját tévéműsorát, az Eddie Fisher Show-t vezette. Elizabeth Taylor Fisher első feleségének, Debbie Reynolds-nak a legjobb barátnője volt. Miután Taylor harmadik férje, Mike Todd meghalt egy repülőbalesetben, Fisher elvált Reynoldstól, és ugyanabban az évben összeházasodott Liz Taylorral. A botrányos viszonyról széles körben beszámolt a sajtó, ami jócskán megártott Fishernek és Taylornak is. Öt évvel később Fisher és Taylor elvált. később Fisher feleségül vette Connie Stevenst.
Eddie Fishernek öt házasságából kettőből négy gyermeke született.

## Pályakép
Eddie Fisher orosz-zsidó emigránsok, Joseph Tisch és Kate Winokur hét gyermeke közül a negyedikként született. Családnevüket Fisherre változtatták, az Amerikai Egyesült Államokban.
Eddienek korán felfedezték énekesi adottságait. Tizenhatévesen kezdett zenekarokkal énekelni. Fisher 1946-ban Buddy Morrow és Charlie Ventura bandájában volt. Fishert Eddie Cantor fedezte fel New Yorkban. 1949-ben vált országosan ismertté Cator rádióműsorainak köszönhetően. Cantor lemezszerződést kötött vele az RCA Records-szal.
1950-ben jelent meg második kislemeze, a Thinking of You, amely már az 5. helyen szerepelt a slégerlistán.
1951-ben behívták katonának. Koreában szolgált és különböző katonai zenekarokkal lépett fel. 1950 és 1956 között – még a Rock and roll korszak előtt – 50 slágere volt a Billboard top 30-ban, köztük a Wish You Were Here (1952), a Just Another Polka (1953), az Oh! A My Pa-Pa (1953) és az I Need You Now (1954). 1953 és 1959 között saját televíziós műsora is volt – vendégekkel, például Perry Comoval vagy Frank Sinatraval.
Számos nagy csarnokban adott koncertet, így Las Vegasban, New Yorkban és Londonban is.
A mozikban két feleségével is a kamera elé állt. A Bundle of Joy című film musicalben 1956-ban Debbie Reynolds mellett játszott, a Telephone Butterfield 8-ban (1960) Elizabeth Taylorral − aki Oscar-díjat kapott a szerepéért.
Az 1960-as években Fisher karrierje hanyatlott, a Reynoldstól és Taylortól való válása miatt is. Aztán a Nelson Riddle-lel 1966-ban rögzített Games That Lovers Play című lemeze karrierje legkelendőbb albuma lett.
Az 1970-es évek elejére Fisher tönkrement. Később önéletrajzában is megírta, hogy a kaszinókban mindet pénzét eljátszotta, illetve kábítószerre költötte. Önéletrajza Eddie: My Lives, My Loves címmel 1981-ben jelent meg, majd 1999-ben ; és egy második is Been There, Done That címmel.
Fisher a kaliforniai Berkeley-i kórházban halt meg 82 éves korában csípőprotézis műtétet követő szövődmények következtében. Sírja a Cypress Lawn Memorial Park temetőben található.

## Albumok
- Eddie Fisher Sings (1952)
- I'm in the Mood for Love (1952/55)
- Christmas with Eddie Fisher (1952)
- Eddie Fisher Sings Irving Berlin Favorites (1954)
- May I Sing to You? (1954/55)
- I Love You (1955)
- Eddie Fisher Sings Academy Award Winning Songs (1955)
- Bundle of Joy (film soundtrack, 1956)
- As Long as There's Music (1958)
- Scent of Mystery (film soundtrack, 1960)
- Eddie Fisher at the Winter Garden (1963)
- Eddie Fisher Today! (Dot 1965)
- When I Was Young (1965) (re-recordings)
- Mary Christmas (1965)
- Games That Lovers Play (1966)
- People Like You (1967)
- You Ain't Heard Nothing Yet (1968)
- After All (1984)

## Filmek
- Eddie Fisher az IMDb-n

## Díjak
- 1955, 1956: Emmy-díj jelölések
- 1958: Golden Globe-díj televíziós teljesítményért
- 2009: Grammy-díj jelölés (Best Pop Performance)
- Hollywood Walk of Fame, (Hollywoodi hírességek sétánya)[9]

## Fordítás
Ez a szócikk részben vagy egészben  az   Eddie Fisher című német Wikipédia-szócikk ezen változatának fordításán alapul.  Az eredeti cikk szerkesztőit annak laptörténete sorolja fel. Ez a jelzés csupán a megfogalmazás eredetét és a szerzői jogokat jelzi, nem szolgál a cikkben szereplő információk forrásmegjelöléseként.